# 浅川油田
浅川油田（あさかわゆでん）は、長野県長野市浅川にある油田。日本で最初に商業生産が行なわれた油田である。

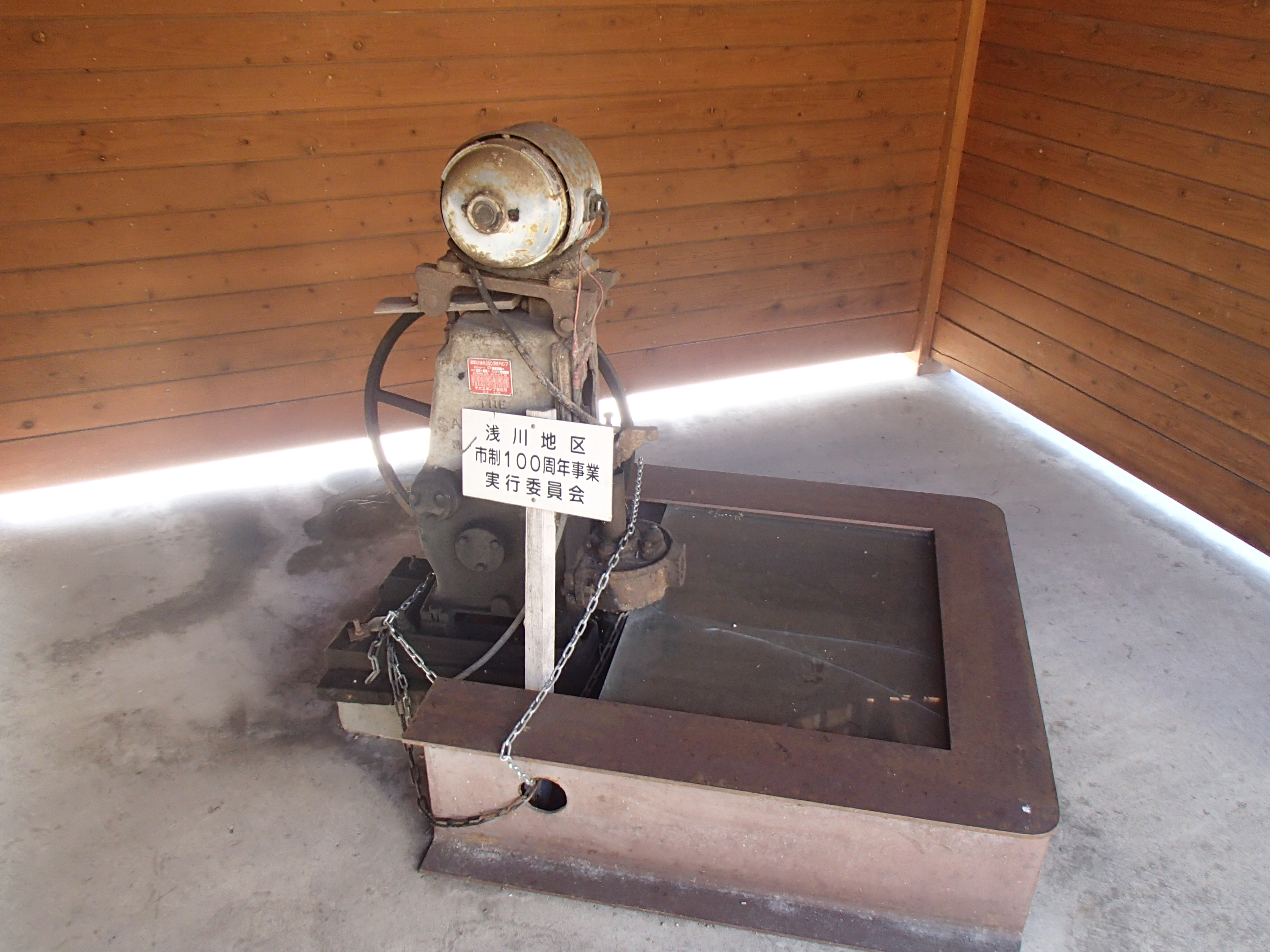
石油井戸跡

## 概要
浅川油田の石油採掘は少なくとも江戸時代中期まで遡り、1753年（宝暦3年）に国学者の瀬下敬忠が著した『千曲之真砂』が文献への初出である。真光寺村（現 長野市真光寺）や檀田村（現 長野市檀田）に油井があり、粘性が高く質も悪いため「ゴタ油」と呼ばれていたが、近隣では唯一の油田であった。1847年（弘化4年）の善光寺地震では天然ガスが噴出し、一帯は「新地獄」と呼ばれた。
1871年（明治4年）、水内郡桑名川村（現 飯山市）の石坂周造（山岡鉄舟の義弟）は、日本初の石油会社とされる長野石炭油会社（後、長野石油会社に改称）を東京府神田（現 東京都千代田区）に設立し、この地で石油の商業生産を開始した。日本初となる石油精製所は妻科村石堂町（現 長野市北石堂町）の刈萱山西光寺境内に置かれ、伺去真光寺村（現 長野市真光寺）の油井から荷車や馬で原油を運んだ。
設立翌年に新設備を導入するも生産量は思うように増えず、5年後には精油所が焼失するなどし、1881年（明治14年）に長野石油会社は倒産する。その後は工場の燃料などに細々と利用されてきたが、1973年（昭和48年）に採掘を終え、200余年の歴史に幕を下ろした。
2011年現在は浅川ループライン真光寺ループ橋の下に石油井戸のみが残されている。県内には他にも飯山市富倉などに油田があったが、油井が残るのはここが唯一である。

## 沿革
- 1753年（宝暦3年） - 『千曲之真砂』（瀬下敬忠）に取り上げられる。文献初出
- 1847年（弘化4年） - 善光寺地震。天然ガスが噴出し、「新地獄」と呼ばれる
- 1856年（安政3年） - 真光寺村（現 長野市真光寺）の新井藤左衛門が12本の井戸を掘る。一昼夜に10石ほど産出
- 1871年（明治4年）8月 - 桑名川村（現 飯山市）の石坂周造が、長野石炭油会社を設立。資本金3万円、本社東京府神田（現 東京都千代田区外神田三丁目）。日本初の石油会社
- 1872年（明治5年） - 長野石炭油会社、長野石油会社に改称
- 長野石油会社、鉱区を近隣各県に広げる
  - 1873年（明治6年） - 新潟県に長岡支社設立。宮路村（現 長岡市宮路町）で試掘[3]
  - 1874年（明治7年） - 相良油田（静岡県）で日本初の機械掘りを始める
- 1875年（明治8年） - 長野石油会社、精油所を妻科村石堂町（現 長野市北石堂町）の西光寺境内から向かい側（現 長野市南石堂町）に新築移転
- 1879年（明治12年） - 長野石油会社長野精油所、焼失
- 1881年（明治14年） - 長野石油会社、倒産。西澤源治らが細々と採掘を続ける
- 1920年（大正9年） - 酒井実がガラス工場の燃料に利用。長野赤十字病院の薬瓶を製造[1]
- 1941年（昭和16年） - 有賀扇作が採掘を始める
- 1967年（昭和42年） - 酒井のガラス工場が廃業
- 1973年（昭和48年） - 有賀が採掘を終える。浅川油田の利用終焉

## 周辺
- 浅川ループライン真光寺ループ橋
- ブランド薬師公園（八櫛神社）